# День работников геодезии и картографии

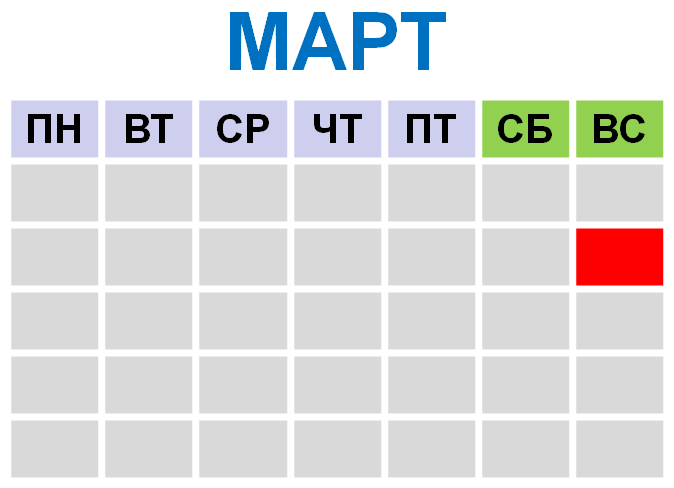
День работников геодезии и картографии — 2 воскресенье марта

День работников геодезии и картографии отмечается в России во второе воскресенье марта.
Праздник был установлен Указом Президента Российской Федерации № 1867 от 11 ноября 2000 года.

## История
Именно в марте произошли важные события для российской геодезии и картографии. В 1720 году Пётр I подписал указ, положивший начало картографической съёмке в России. 15 марта 1919 года Советом Народных Комиссаров РСФСР был подписан Декрет «Об учреждении Высшего геодезического управления» (ВГУ) при Научно-техническом отделе Высшего совета народного хозяйства РСФСР.